# Heart of Steel
«Heart of Steel» (с англ. — «Стальное сердце») — песня украинской электронной группы TVORCHI, выпущенная 1 декабря 2022 года, в качестве лид-сингла с одноимённого мини-альбома Heart of Steel, с которой коллектив представили Украину на 67-м песенном конкурсе «Евровидение» в Ливерпуле.

## Предыстория
По словам группы, песня предупреждает об опасности ядерной войны. В интервью группа упомянула о цели создания конкурса песни «Евровидение» как об одном из источников вдохновения для песни, сказав, что «мы заглянули в прошлое этого конкурса. [Конкурс песни Евровидение] был создан после второй мировой войны за объединение Европы. Сегодня, пока некоторые играют с ядерными угрозами, наши люди со стальным сердцем защищают всю Европу». В песне есть послание о том, что нельзя сдаваться перед лицом невзгод, и мощное начало символизирует это послание. В официальном клипе на песню портал между реальностью и загробной жизнью, занимает видное место и группа говорит, что человечество выбирает то, что ждёт его в будущем.

## Композиция
Участник группы Андрей Гуцуляк начал писать «Heart of Steel» в 2022 году, во время осады «Азовстали». После просмотра видеороликов о том, как украинская армия защищает сталелитейный и металлургический заводы на «Азовстали», он вдохновился написать песню, основанную на решимости украинских военных не сдавать территорию.
По утверждению авторов, это песня о силе духа и несокрушимости украинцев:
“Она о каждом, кто несет в груди стальное сердце и идет вперед. А сегодня это все мы. Мы хотим, чтобы о нашей несокрушимости услышали повсюду”, — рассказали TVORCHI.
Трек звучит мощно и объёмно с первых секунд.  По задумке артистов, ломаный нестандартный опьяняющий ритм внутри песни передаёт состояние, когда бывает тяжело, но ты стоишь и улыбаешься и ты непробиваем. Синтезированные вокальные мелодии в синергии с живым вокалом Джеффри создают эффект параллельной реальности со всем миром, в котором мы живём.

## Список композиций
| №                   | Название            | Текст песни                            | Музыка                                 | Длительность |
| ------------------- | ------------------- | -------------------------------------- | -------------------------------------- | ------------ |
| 1.                  | «Heart of Steel»    | Андрей Гуцуляк, Jimoh Augustus Kehinde | Андрей Гуцуляк, Jimoh Augustus Kehinde | 2:37         |
| Общая длительность: | Общая длительность: | Общая длительность:                    | Общая длительность:                    | 2:37         |

## На «Евровидении»

### Национальный отбор 2022
Песня «Heart of Steel» была представлена на «Национальном отборе 2023», телевизионном музыкальном конкурсе, который использовался для определения представителя Украины на конкурсе песни «Евровидение-2023». В связи с вторжением России на Украину, в целях безопасности, конкурс проходил на станции метро «Майдан Незалежності» в Киеве и состоял из финала, который состоялся 17 декабря 2022 года. В конкурсе участвовало десять исполнителей. Победитель был выбран комбинацией голосов 50/50 в ходе открытого телеголосования и экспертного жюри из трёх человек состоящего из участницы 2016 года – Джамалы, а также украинских музыкантов Тараса Тополи и Юлии Саниной. Ничья будет решена в пользу исполнителей, получивших более высокие баллы по результатам публичного телеголосования.
На «Национальном отборе» песня «Heart of Steel» исполнялась последней из десяти конкурирующих композиций. Оба участника были одеты в костюмы, похожие на защитные костюмы: Гуцуляк был одет в чёрный костюм, а Кехинде - в жёлтый. Видеоэкран позади них показывал опасность ядерной войны, а также появились два фоновых танцора, оба в противогазах. TVORCHI с композицией «Heart of Steel» одержали победу в финале «Национального отбора 2023», заняв второе место по количеству голосов профессионального жюри и по количеству голосов зрителей. Благодаря победе дуэт будет представлять Украину на «Евровидении» в Ливерпуле, Великобритания. В результате того, что Украина выиграла конкурс в прошлом году, страна напрямую вышла в финал в субботу, 13 мая 2023 года.

### На Евровидении
Согласно правилам Евровидения, все страны, за исключением страны-организатора и «Большой пятёрки» (Франция, Германия, Италия, Испания и Великобритания), должны пройти в один из двух полуфиналов, чтобы побороться за место в финале; десять лучших стран из каждого полуфинала выходят в финал. Как страна-победитель конкурса 2022 года Украина автоматически выходит в финал.

## История релиза
Украинская телекомпания Suspilne выпустила песню для потоковой передачи на YouTube, 1 декабря 2022 года. Песня была выпущена как сингл 9 декабря и вошла в состав одноимённого EP, выпущенного в канун Рождества  того же года.
| Регион  | Дата            | Формат                      | Лейбл      | Ист.          |
| ------- | --------------- | --------------------------- | ---------- | ------------- |
| Украина | 1 декабря 2022  | Радиоротация                | Best Music | [ 10 ] [ 21 ] |
| Мир     | 9 декабря 2022  | Цифровая загрузка, стриминг | Best Music | [ 11 ]        |
| Мир     | 23 декабря 2022 | Релиз EP                    | Best Music | [ 22 ]        |